# Suzy Deguez
Suzy Deguez was een Spaanse danseres en model die tijdens de Belle-Epoque grote populariteit genoot in Parijs.

## Carrière
Zij fungeerde geregeld als gastvrouw bij diners de Faveur waarbij ze meestal als dessert optrad als danseres. Ze was gracieus en heel creatief, haar acts bedacht zij zelf.
Ook als balletdanseres werd zij alom geprezen, op het 80e diner Faveur vertolkte zij samen met Pierrette Sinsi L'Amour et Psyché, een ballet van Cernusco.
Haar danscapaciteiten werden door alle recensenten uitbundig geprezen.

### Enkele hoogtepunten
Folies Bergère waar zij haar carrière begon.
Parisiana, Paris s'amuse, operette in twee acts en zeven scenes, M. Eugène Joullot, muziek van Justin Clérice, hier danst Deguez haar dans van het haar waarbij zij zich omhult met haar lichtbruine haar als met een negligé, maart 1905.
In deze zelfde tijd trad zij ook op tijdens een familie-matinee van de Revue des Folies Bergère, een van de onderdelen was een concours met 200 deelnemers met lang haar, Suzy won dit glansrijk.

Comédie Royal, Souvenance van Directoire.

Comédie Royal, Berenger (Italiaanse koning) ne veut pas,

Théatre Royal, Théâtre de la Porte-Saint-Martin (Chevalier d'Eon, komische opera in 4 aktes, d'Armand Silvestre en M. Henri Cain, muziek Rodolphe Berger, 11-04-1908).

Théatre des Capucines, (Les Muscadines, operette in twee aktes, André Barde, muziek Charles Cuvillie, 28-02-1910).
Gaité Rochechouart (revue Pan-Pan 1912), Commentaar bij de revue Pan-Pan:
Men geniet met name van de bewonderenswaardige danseres Suzy Deguez, haar dansen die de prachtigste visioenen oproepen, haar onberispelijke schoonheid, de pure gratie van haar houding en het prachtige ritme van haar gebaren maken een onuitsprekelijk charmante indruk op het elegante publiek en dat gedurende haar gehele optreden.
In 1895 vervaardigde Eugene Grasset een poster van haar die (originelen en kopieën) tot op de dag van vandaag te koop wordt aangeboden.

## Afbeeldingen

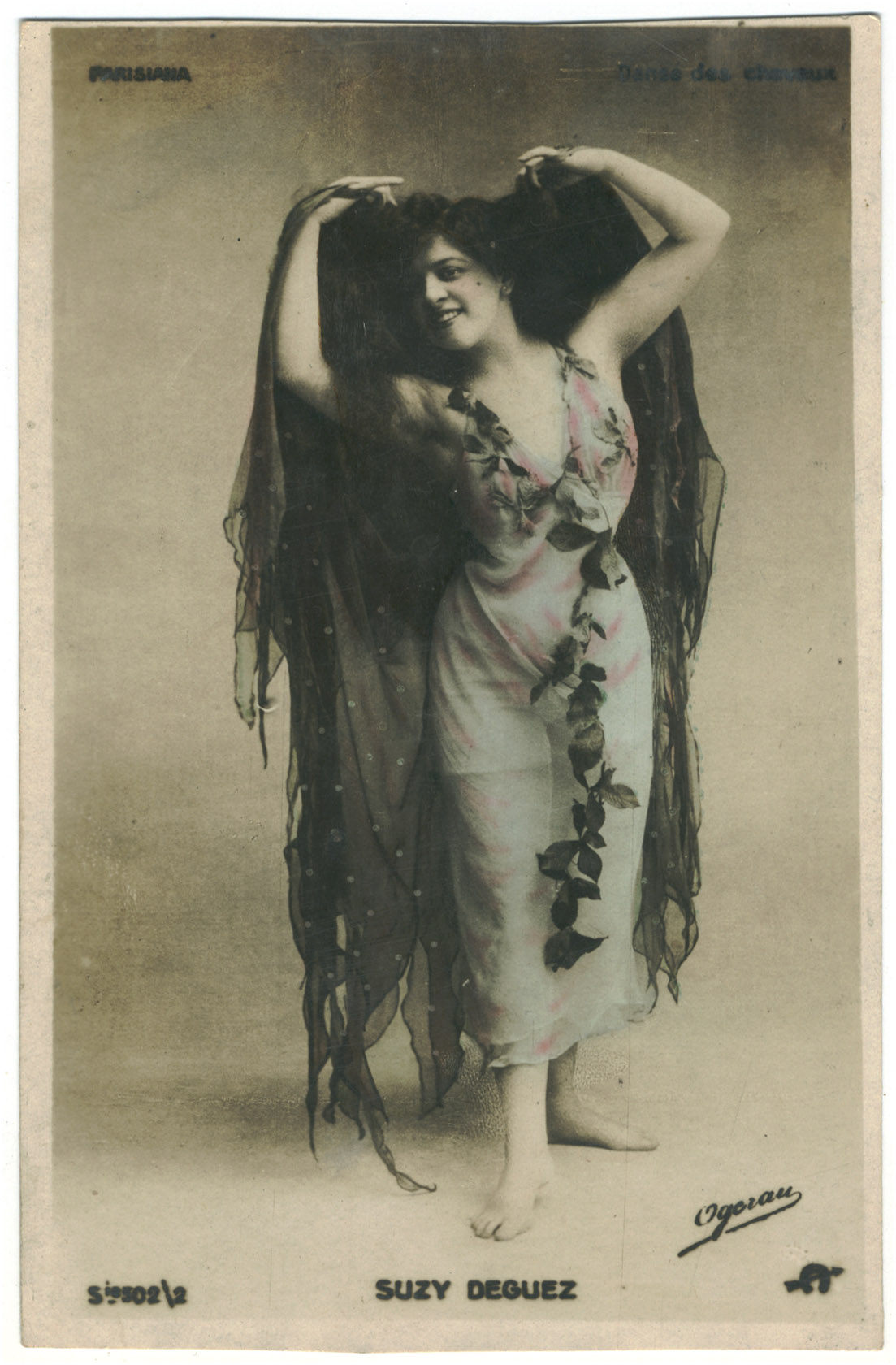
Danse des cheveux à Parisiana
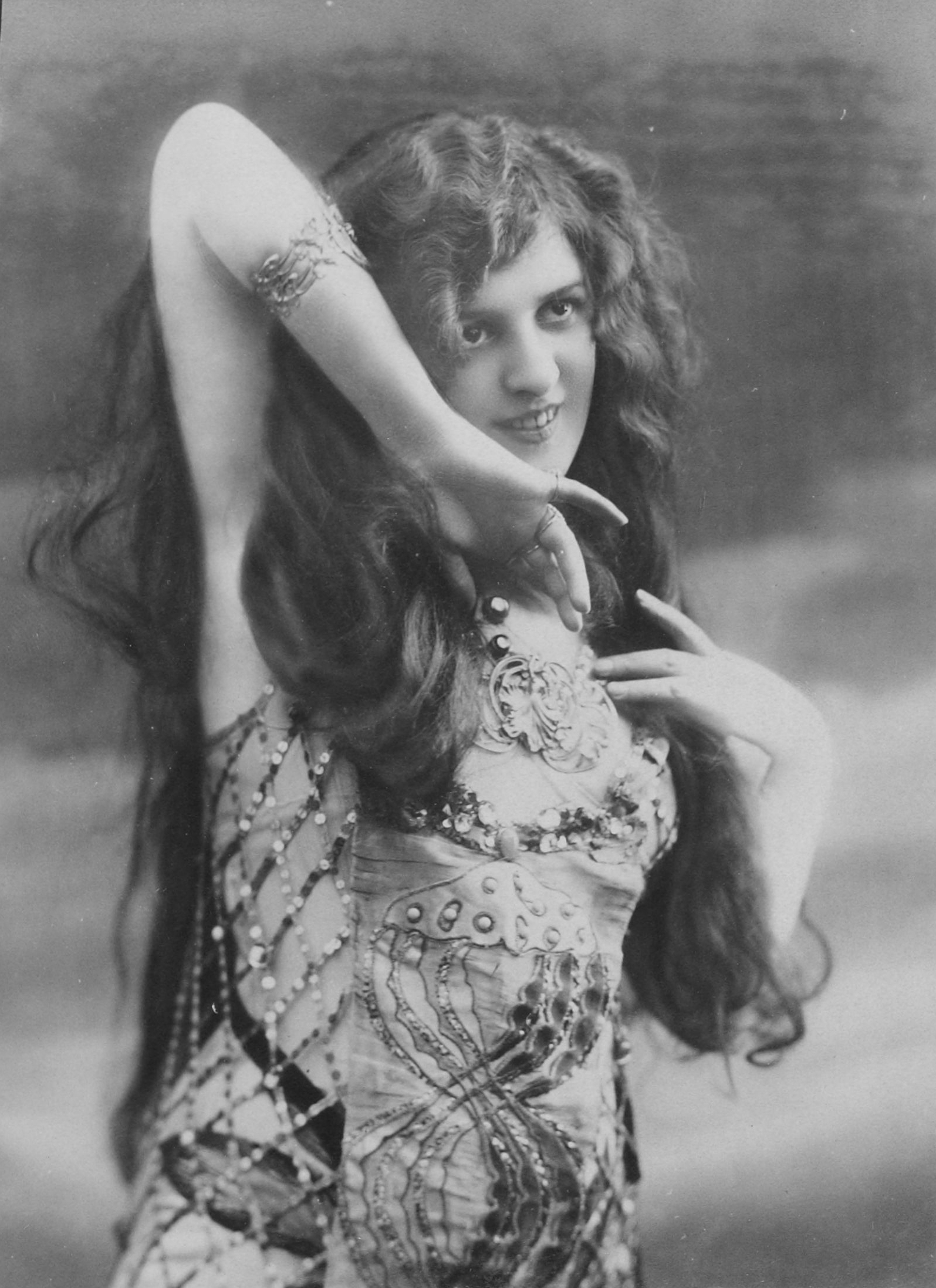
Album Reutlinger
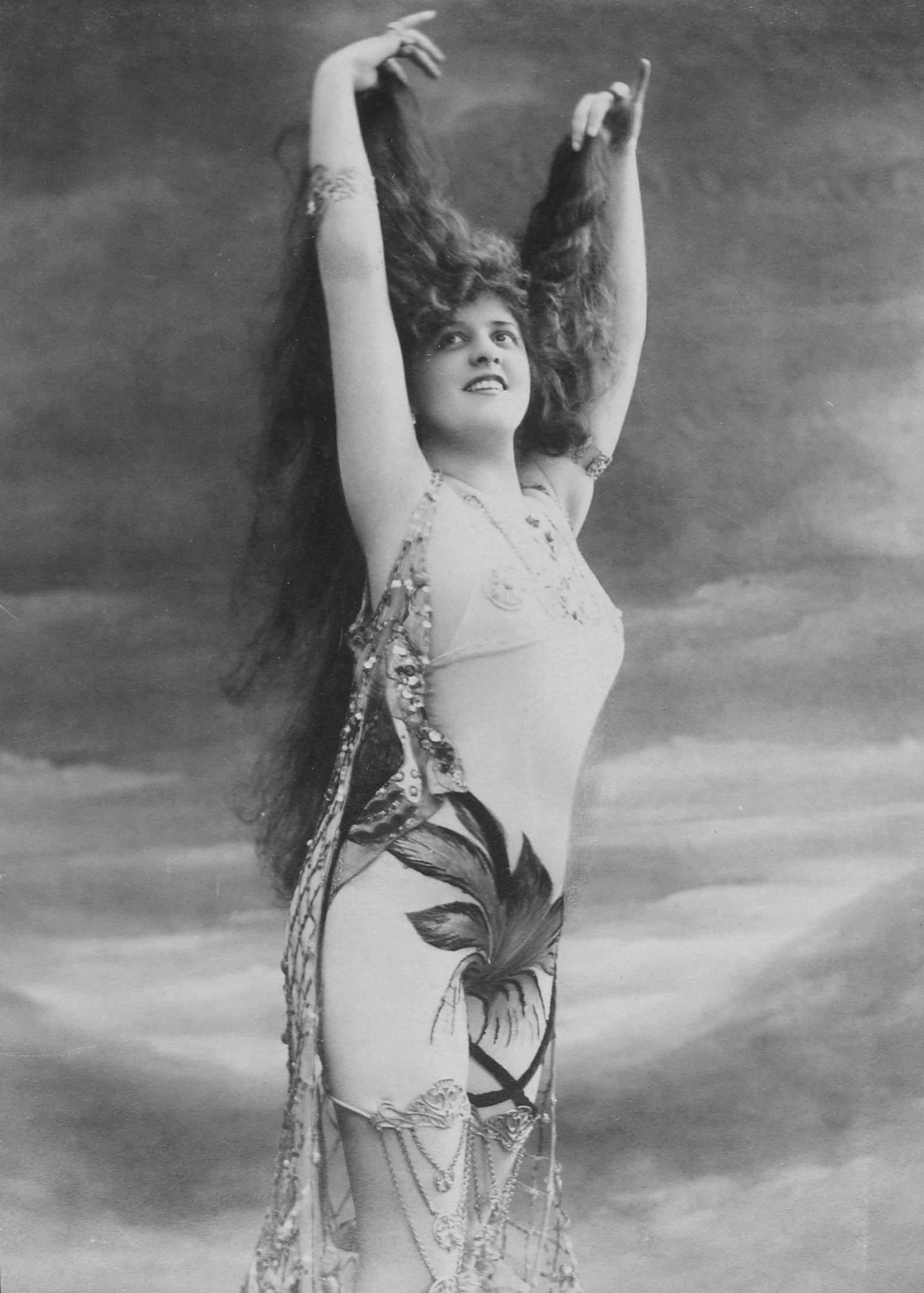
Album Reutlinger
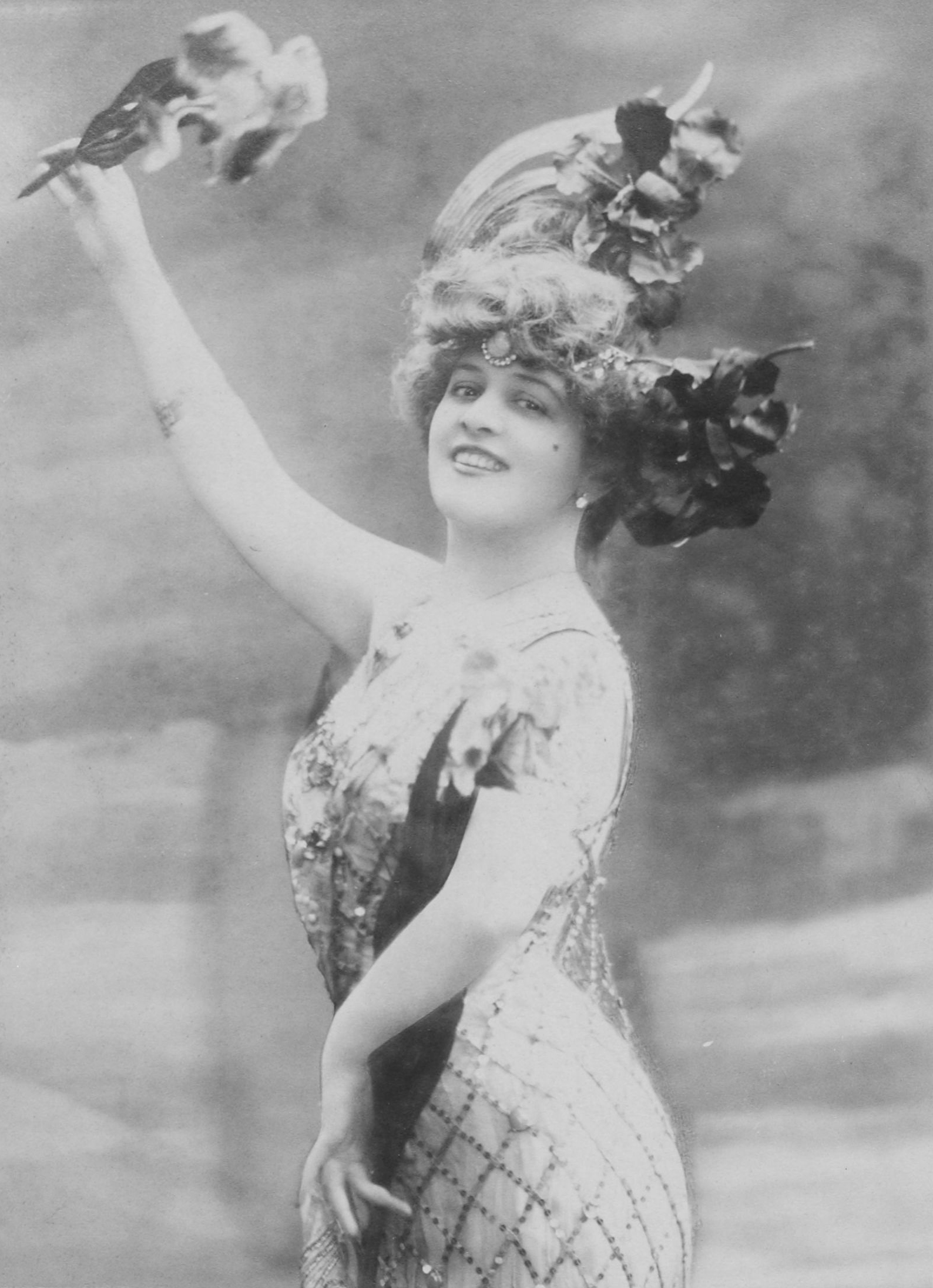
Album Reutlinger
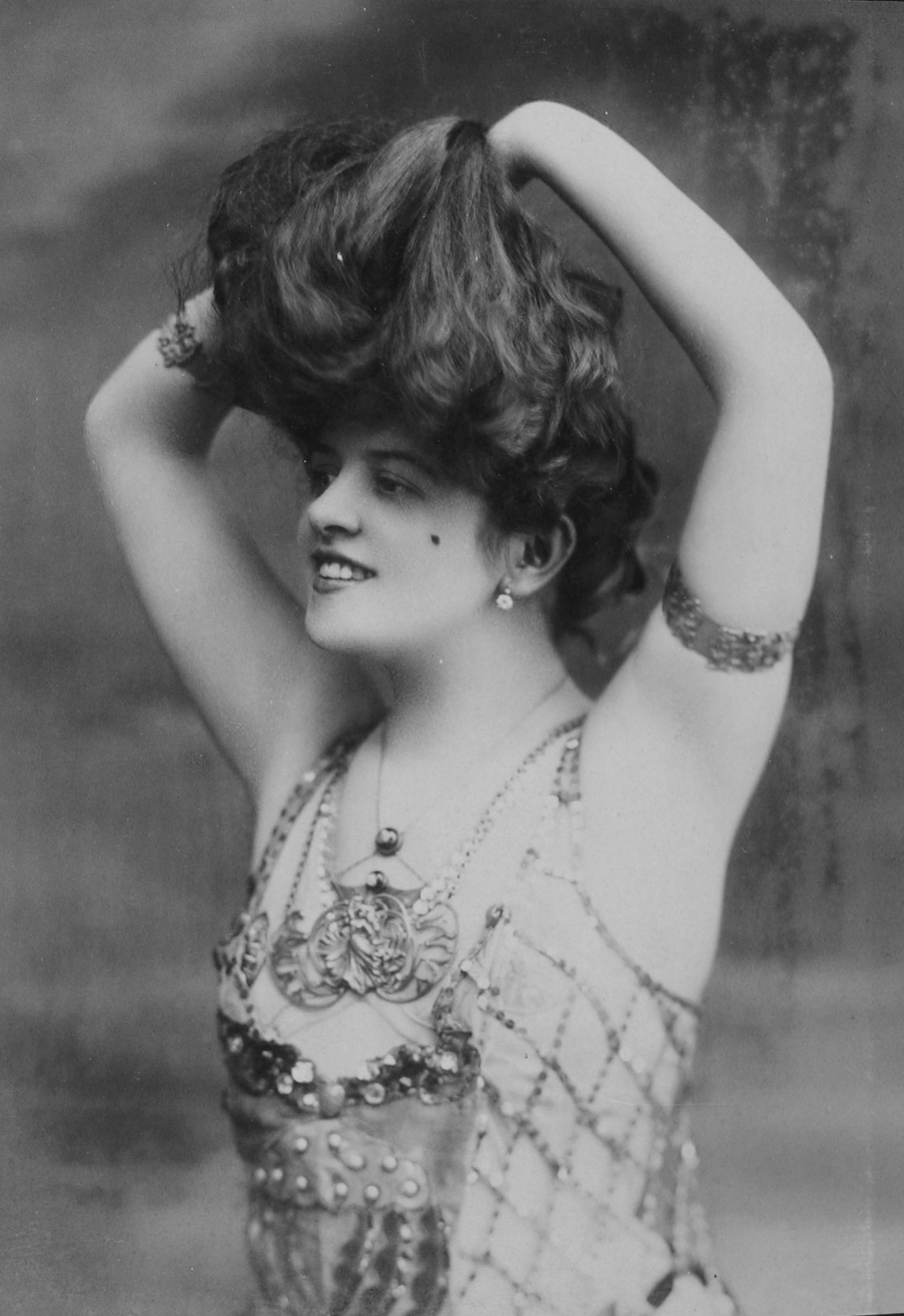
Album Reutlinger
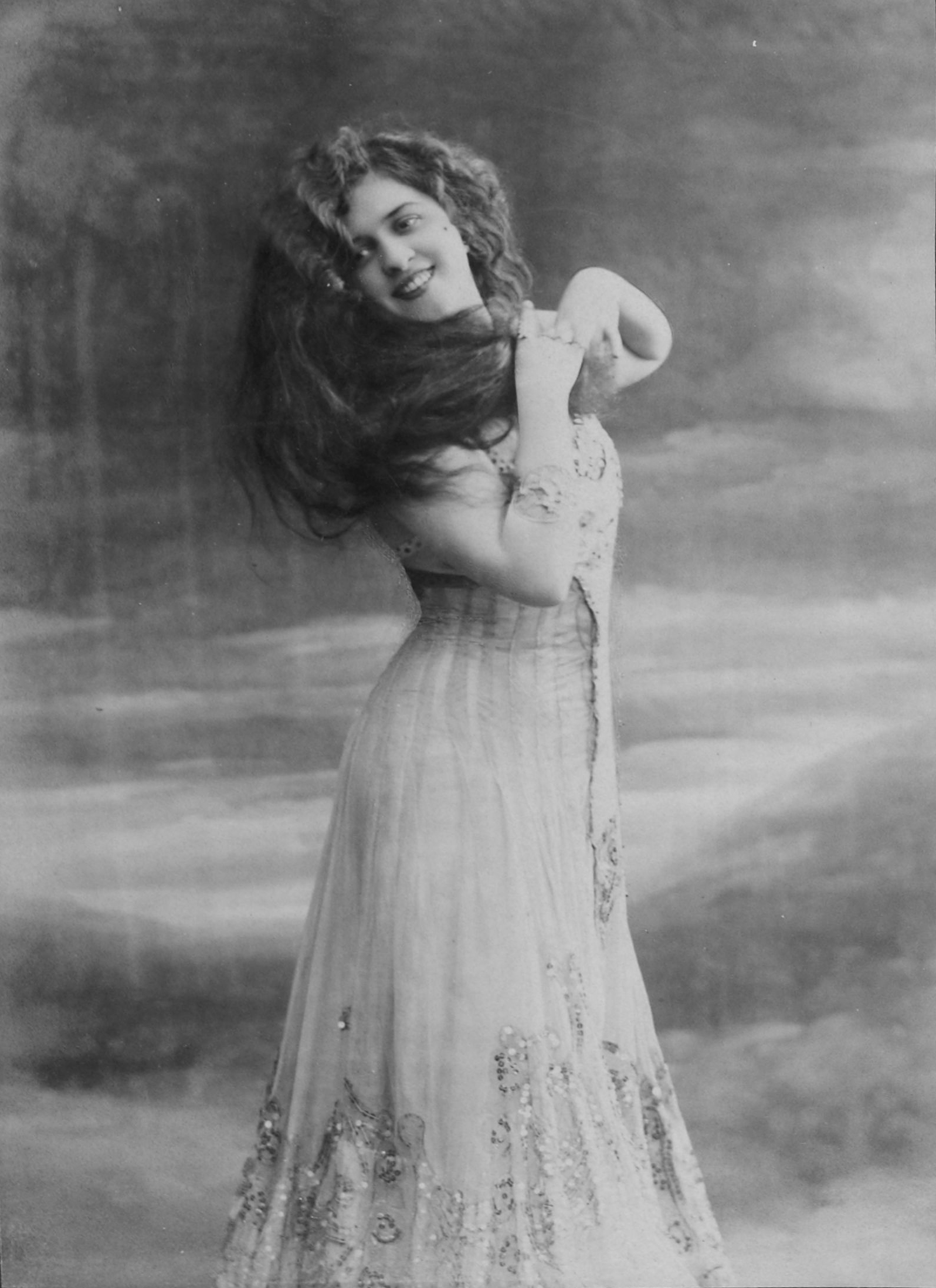
Album Reutlinger
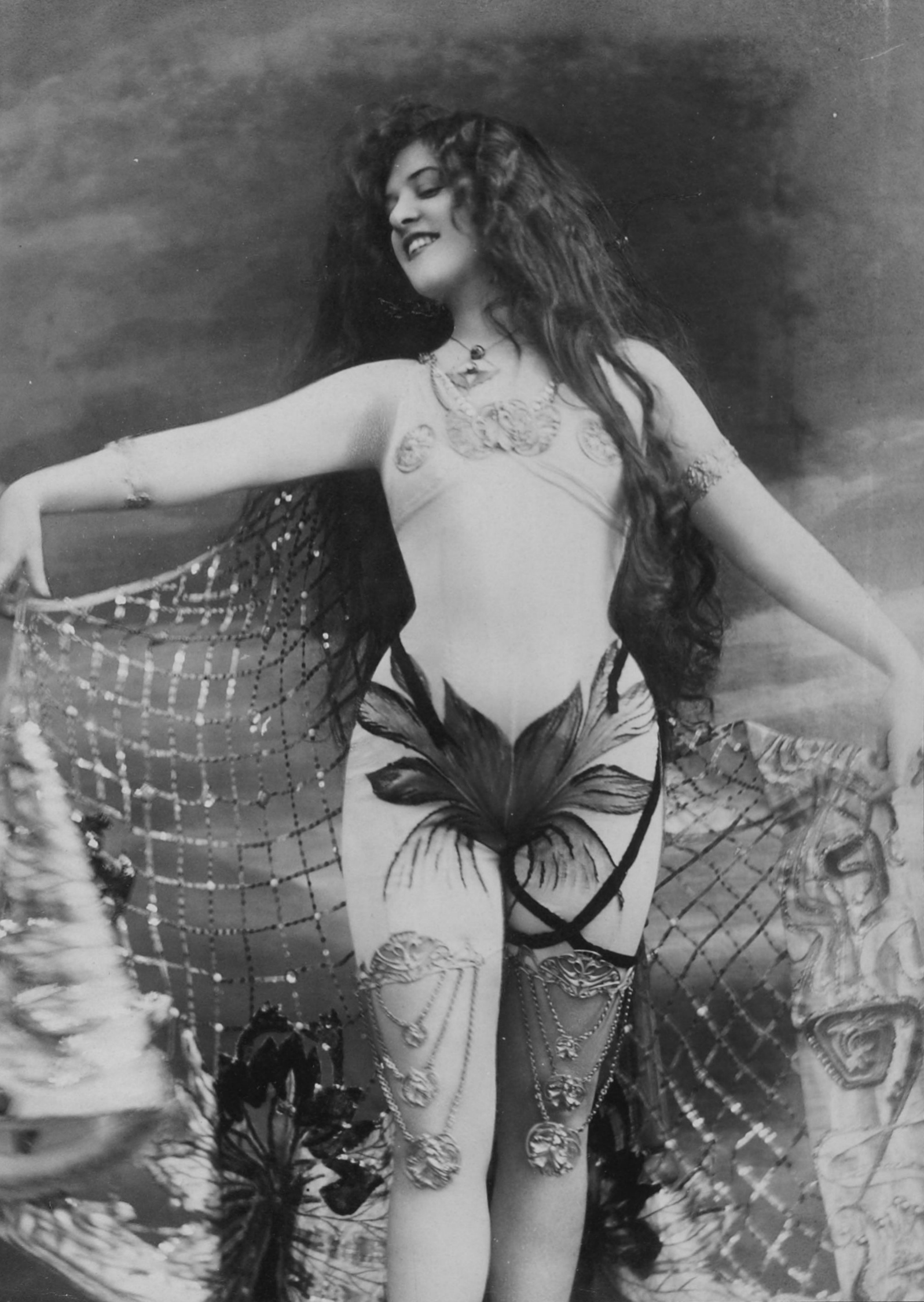
Album Reutlinger

1. ↑  (Le Courrier français, 18-01-1906), (La Rampe, 10-05-1908)
2. ↑  L'Humanité, 13-11-1905
3. ↑  L'Humanité, 27-03-1905
4. ↑  Le Courrier français, 18-01-1906
5. ↑  NuméroComoedia, 25-05-1908
6. ↑  Le Gaulois : littéraire et politique, 1 februari 1912

Bronnen
- Bibliothèque nationale de France (Gallica)